# Spandarmat Mons
Lo Spandarmat Mons è una struttura geologica della superficie di Venere.